# Johannesbrücke (Düren)

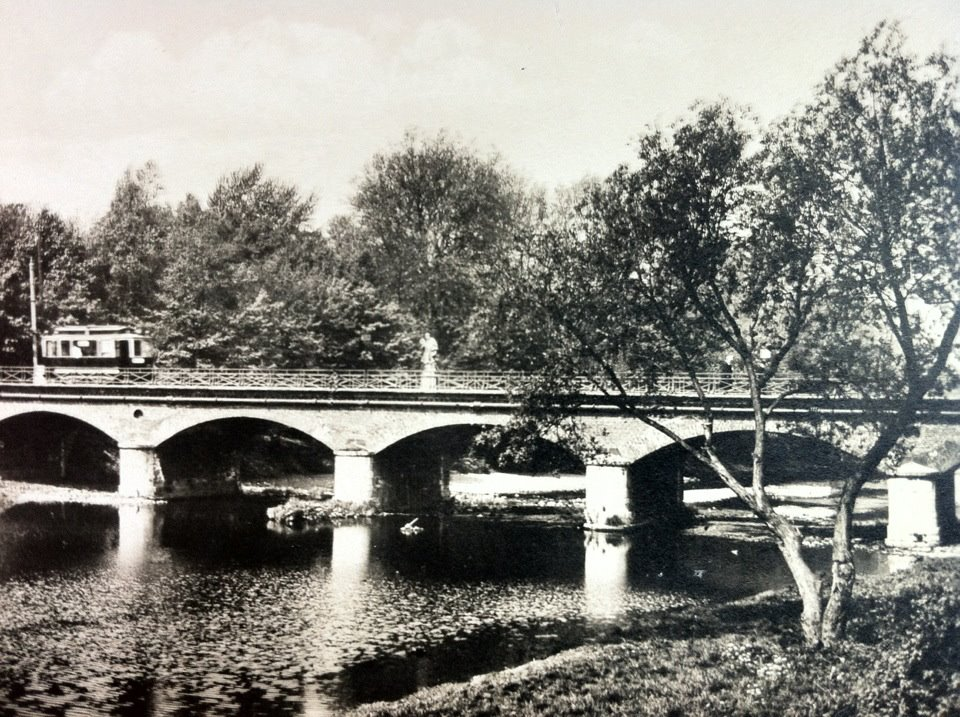
Die Johannesbrücke in Düren mit der Straßenbahn im Jahr 1928

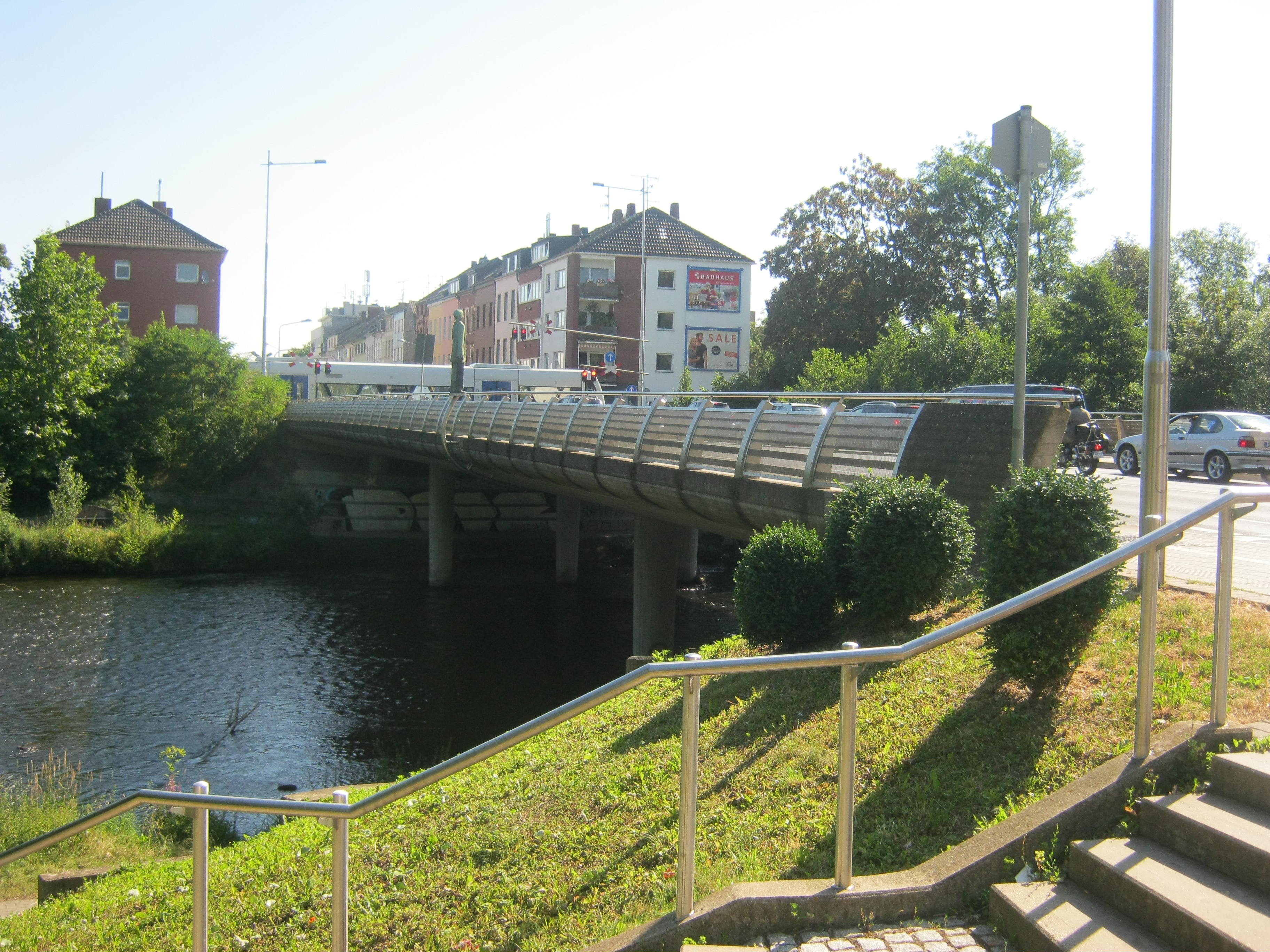
Die Brücke 2016

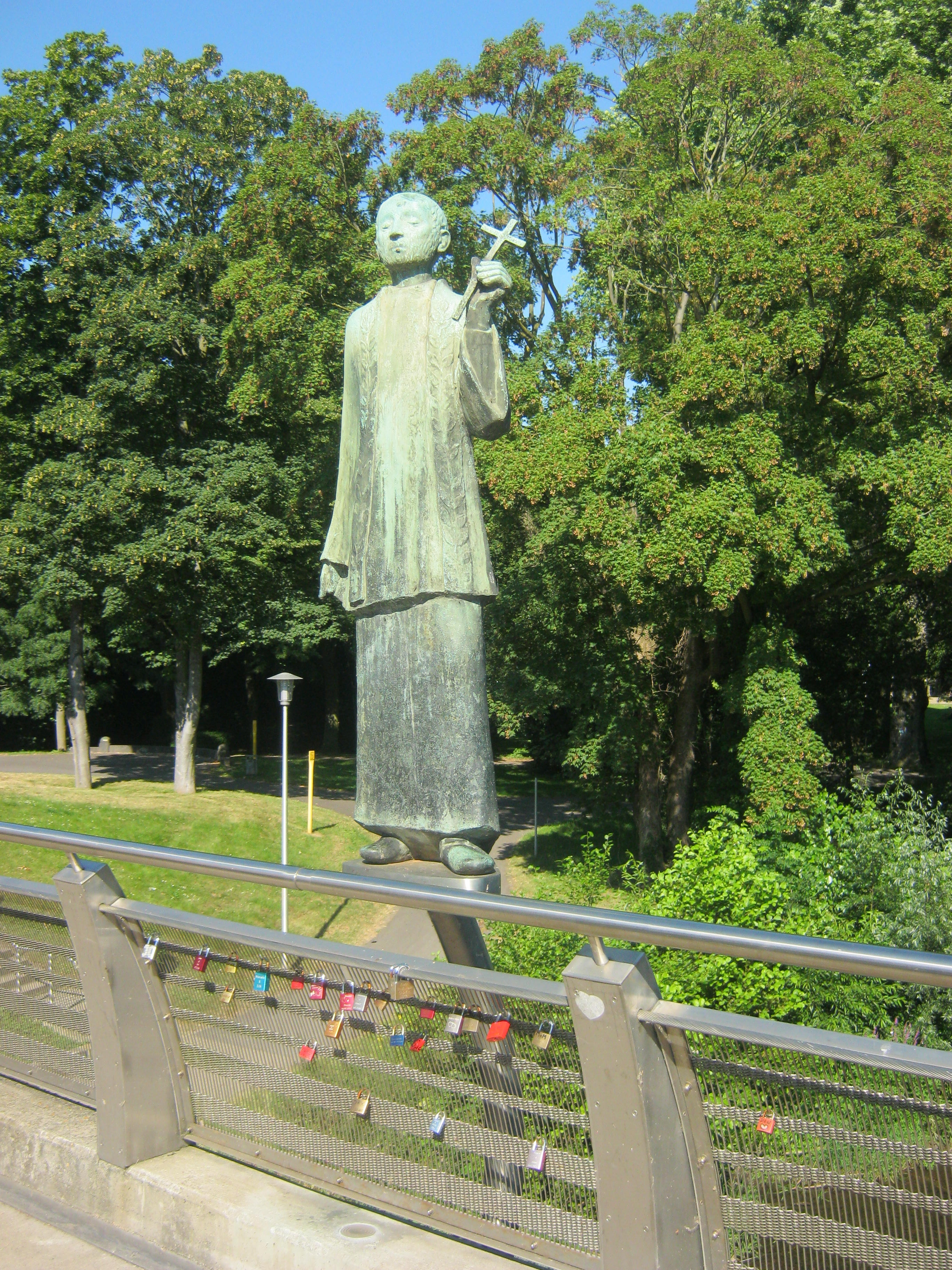
Der Brückenheilige Nepomuk

Die Johannesbrücke (früher auch Nepomukbrücke genannt) in Düren, Nordrhein-Westfalen, führt über die Rur.
Die heutige Aachener Straße, damals klassifiziert als Reichsstraße 264, als Straßennamen ging damals vom Holztor auf Höhe Pleußmühle bzw. Wallstraße bis hin zur Grenze der damals selbstständigen Gemeinde Rölsdorf. Mit dem Ausbau der Aktienstraße, die von Düren nach Aachen führen sollte, wurde 1822 begonnen. An der westlichen Seite der Johannesbrücke war eine Barriere mit Schlagbaum, wo man Wegegeld zahlen musste, um mit den Einnahmen die Kosten für den Ausbau und die spätere Unterhaltung zu finanzieren.
Ursprünglich, d. h. bis in die Mitte des 18. Jahrhunderts hinein, besaß Düren an der Stelle der heutigen Johannesbrücke nur eine kleine Holzbrücke als Flussübergang über die Roer (Rur). Ursprünglich wollte man die kleine Brücke durch eine andere stabilere Holzbrücke ersetzen. Der Plan wurde aber später wieder verworfen.
Am 23. Oktober 1747 war dann die feierliche Grundsteinlegung für die erste Steinbrücke Dürens. Der Entwurf stammte von dem Ingenieur von Douwen, errichtet wurde sie unter der Leitung von einem Ingenieur Mausfeld.
Die gesamten Baukosten betrugen damals 80.000 Reichstaler, wobei der größte Teil der Baukosten durch den damaligen Bürgermeister Anton Ricker aus privaten Mitteln bezahlt wurde. Daran erinnerte ein Grundstein. Tief im Fundamentstein unterhalb der Brücke stand die Inschrift „sub consule Ricker“.
Bürgermeister Ricker hatte fast sein ganzes Vermögen verloren, weil er sein privates Geld in den Bau der Brücke gesteckt hatte. Er war 1740 und 1750 Bürgermeister von Düren und Besitzer der Burg Birgel ab 1733. Nach Fertigstellung der Brücke erfolgte am 23. August 1753 die Aufstellung der vom Koblenzer Bildhauer Franz Joseph Schmiegd geschaffenen Figur des hl. Johannes von Nepomuk.
Die damalige Gesamtlänge der Johannesbrücke betrug 65 Meter und sie hatte fünf Bögen mit einer Spannweite von je 11 Meter. Die zwei Meter starken Pfeiler und die Widerlager waren aus Kalk- und Buntsandstein, die Gewölbe waren aus Ziegelstein.
In der Nacht vom 29. zum 30. Dezember 1845 wurde die Brücke durch Hochwasser und Treibeis stark beschädigt und die Gewölbe stürzten ein. 
Ein Teil der östlichen Johannesbrücke wurde vor der Einnahme Dürens durch amerikanischen Truppen vermutlich durch deutsche Truppen selbst zwischen 7. Dezember und 16. Dezember 1944 gesprengt um den Einmarsch amerikanischen Truppen zu erschweren. Am 25. Februar 1945 drangen die amerikanischen Truppen zur Besetzung Dürens – nachdem die Brücke selbst teilzerstört – aber auf noch vorhandenen Brückenpfeilern eine Holzbrücke errichtet worden war – in Düren ein. 
Am 16. Mai 1950 wurde die neu erbaute Johannesbrücke durch den damaligen Finanzminister des Landes NRW Heinrich Weitz eingeweiht. Die neue Stahlbetonbrücke hatte drei Öffnungen. Ihre Gesamtbreite betrug 15,10 Meter, die Baukosten beliefen sich auf 385.000 Mark (197.000 Euro). Sie wurden zum größten Teil von der Landesregierung bezahlt. Zeitgleich bekam die Brücke auch eine neue Nepomukstatue, die der Düsseldorfer Bildhauer Kurt Zimmermann geschaffen hatte, und die im Jahr 2016 auch die letzte neue Brücke ziert. Zu Füßen des Brückenheiligen sind, wie an vielen anderen Brücken in Europa, auch Liebesschlösser befestigt, die Verliebte dort aufhängen.
Im Laufe der Jahre war die Brücke brüchig geworden. Im Jahr 2003 wurde neben dem Bauwerk eine Behelfsbrücke gebaut, so dass am daneben mit dem Neubau begonnen werden konnte. Am 24. September 2003 stürzte die alte Brücke ohne äußere Einwirkung in die Rur. Die Einweihung der neuen Brücke erfolgte am 21. Dezember 2004.